# Lluís Estañ Alfosea
Lluís Estañ Alfosea (Callosa de Segura, 21 de febrer de 1917 – 10 de desembre de 2010) va ser un valencià, ex lluitador republicà, exiliat i supervivent dels camps de concentració nazis.
En esclatar la guerra civil espanyola es va allistar voluntari a l'Exèrcit Popular de la República. Va ingressar a l'Escola d'Oficials i va obtenir el grau de tinent d'intendència. Aleshores fou destinat a Catalunya, on el va sorprendre el final de la guerra.
Durant la retirada va travessar la frontera i fou internat al camp d'Argelers. En esclatar la Segona Guerra Mundial va ingressar a les companyies de treballadors de l'exèrcit francès. La seva companyia fou capturada per la Wehrmacht després de la batalla de Dunkerque. Fou conduït amb la seva unitat al Stalag XII-D a Trier (Alemanya), però el 25 de gener de 1941 fou deportat al camp de concentració de Mauthausen, on li fou adjudicat el número de pres 4375. Hi va romandre fins a gener del 1945, quan fou traslladat al camp de Gusen, on hi va romandre fins a l'alliberament del camp el 5 de maig de 1945.
A França es va casar amb María Guilló, originària de Callosa de Segura, amb qui va tenir dos fills. Cap el 1950 van tornar a Espanya.
El seu testimoni fou recollit per Montserrat Llor Serra al llibre Vivos en el Averno nazi, on recull els testimonis d'una vintena de supervivents dels camps. Ell i els altres dos supervivents valencians de Mauthausen, Francesc Aura Boronat i Francesc Batiste Baila, van rebre el premi a la millor contribució cívica als XIV Premis Turia.
Des de 2005 té un carrer dedicat a Callosa de Segura.